# Goltern
Goltern è una frazione (Ortsteil) della città di Barsinghausen, nel land della Bassa Sassonia, in Germania.

## Storia
Già comune autonomo nel circondario di Hannover, fu istituito il 1º luglio 1968 unendo i dissolti comuni di Eckerde, Göxe, Großgoltern, Nordgoltern e Stemmen
Fu soppresso e incorporato a Barsinghausen il 1º marzo 1974.